# 뚜오이째

뚜오이째(베트남어: Tuổi Trẻ)는 베트남 호찌민 시를 중심으로 간행되는 신문이다. 베트남 내에서 가장 많이 발행되는 일간 신문 중 하나이다.